# Muriel ou le Temps d'un retour
Muriel ou le Temps d'un retour is een Franse dramafilm uit 1963 onder regie van Alain Resnais.

## Verhaal
Hélène Aughain woont samen met haar stiefzoon Bernard, die pas terug is van de Algerijnse Oorlog. Hélène wil haar jeugdliefde uit de Tweede Wereldoorlog doen heropbloeien met Alphonse Noyard, een handige praatjesmaker. Hij komt bij Hélène aan met de jonge actrice Françoise, die hij voorstelt als zijn nichtje. Hélène verleent hun onderdak, maar er ontstaan al snel spanningen.

## Rolverdeling
| Acteur                 | Personage       |
| ---------------------- | --------------- |
| Delphine Seyrig        | Hélène Aughain  |
| Jean-Pierre Kérien     | Alphonse Noyard |
| Nita Klein             | Françoise       |
| Jean-Baptiste Thiérrée | Bernard Aughain |
| Claude Sainval         | Roland de Smoke |
| Laurence Badie         | Claudie         |